# Нерјунгри
Нерјунгри (рус. Нерюнгри) град је у Русији у Републици Јакутији. Према попису становништва из 2010. у граду је живело 61.746 становника. У основи хидронима Нерл је древни језерско-речни израз нер.

## Становништво
Према прелиминарним подацима са пописа, у граду је 2010. живело 61.746 становника, 4.523 (6,83%) мање него 2002.
| 1959. | 1970. | 1979.  | 1989.  | 2002.  | 2010.  |
| ----- | ----- | ------ | ------ | ------ | ------ |
| 500   | 800   | 22.467 | 72.540 | 66.269 | 61.747 |